# 塞爾吉奧·阿佐利尼
塞爾吉奧·阿佐利尼（義大利語：Sergio Azzolini；1967年—）是一位義大利低音管演奏家，也從事指揮。

## 生平

### 早年
阿佐利尼於博尔扎诺出生，在母親建議下開始學習低音管。1978年至1985年間，在博尔扎诺蒙台威爾第學院同Romano Santi學習，之後轉往漢諾威音樂院，就教於Klaus Thunemann，一直到1989年完成學業為止。彼時他已在歐盟青年管弦樂團獨奏亮相。

### 職業生涯
阿佐利尼在布拉格之春、韋伯、慕尼黑等重要賽事屢獲肯定。之後則以獨奏家、室內樂演奏家、指揮的多重身份活躍於樂壇。除了擁有自己的樂團外，阿佐利尼亦是萨宾娜·迈耶管樂合奏團的一員，此外他熱衷於古樂演奏，也固定在數支專研古樂的樂團亮相。
演奏之餘，阿佐利尼任教於斯圖加特、巴賽爾等地，也在世界各地開授講座與大師班。

## 作品

### 錄音節選
阿佐利尼的錄音作品囊括獨奏、室內樂等曲類，所合作的品牌則有EMI、Naïve、索尼古典與山度士等。
- 韋瓦第全本低音管協奏曲，Naïve（全39曲，分5輯錄製發行）

## 外部連結
- 塞爾吉奧·阿佐利尼的Discogs页面（英文）